# Relais 4 × 100 mètres féminin aux championnats du monde d'athlétisme 1991
Navigation
Rome 1987 Stuttgart 1993
L'épreuve du relais 4 × 100 mètres féminin des championnats du monde d'athlétisme 1991 s'est déroulée les 31 août et 1er septembre 1991 dans le Stade olympique national de Tokyo, au Japon. Elle est remportée par l'équipe de Jamaïque (Dahlia Duhaney, Juliet Cuthbert, Beverly McDonald et Merlene Ottey).

## Résultats

### Finale
| Rang               | Pays             | Athlètes                                                            | Temps   | Notes |
| ------------------ | ---------------- | ------------------------------------------------------------------- | ------- | ----- |
| Médaille d'or      | Jamaïque         | Dahlia Duhaney Juliet Cuthbert Beverly McDonald Merlene Ottey       | 41 s 94 |       |
| Médaille d'argent  | Union soviétique | Natalya Kovtun Galina Malchugina Yelena Vinogradova Irina Privalova | 42 s 20 |       |
| Médaille de bronze | Allemagne        | Grit Breuer Katrin Krabbe Sabine Richter Heike Daute-Drechsler      | 42 s 33 |       |
| 4                  | Nigeria          | Beatrice Utondu Rufina Ubah Christy Opara-Thompson Mary Onyali      | 42 s 77 |       |
| 5                  | France           | Laurence Bily Maguy Nestoret Valérie Jean-Charles Marie-José Pérec  | 43 s 34 |       |
| 6                  | Cuba             | Eusebia Riquelme Aliuska López Julia Duporty Liliana Allen          | 43 s 75 |       |
| 7                  | Italie           | Marisa Masullo Donatella Dal Bianco Daniela Ferrian Rossella Tarolo | 43 s 76 |       |
| 8                  | Australie        | Monique Dunstan Kathy Sambell Melissa Moore Kerry Johnson           | 43 s 79 |       |

## Séries
| Rang | Série | Pays             | Athlètes                                                                                       | Temps   | Notes |
| ---- | ----- | ---------------- | ---------------------------------------------------------------------------------------------- | ------- | ----- |
| 1    | 2     | Allemagne        | Grit Breuer Katrin Krabbe Sabine Richter Heike Drechsler                                       | 41 s 91 | Q     |
| 2    | 1     | Jamaïque         | Dahlia Duhaney Juliet Cuthbert Beverly McDonald Merlene Frazer                                 | 42 s 63 | Q     |
| 3    | 1     | Nigeria          | Beatrice Utondu Rufina Ubah Christy Opara-Thompson Mary Onyali                                 | 42 s 72 | Q     |
| 4    | 1     | Union soviétique | Natalya Kovtun Galina Malchugina Yelena Vinogradova Irina Privalova                            | 42 s 78 |       |
| 5    | 1     | France           | Laurence Bily Maguy Nestoret Valérie Jean-Charles Marie-José Pérec                             | 43 s 05 | q     |
| 6    | 2     | Cuba             | Eusebia Riquelme Aliuska López Julia Duporty Liliana Allen                                     | 43 s 31 | Q     |
| 7    | 1     | Australie        | Monique Dunstan Kathy Sambell Melissa Moore Kerry Johnson                                      | 43 s 34 | q     |
| 8    | 1     | Royaume-Uni      | Stephanie Douglas Beverly Kinch Simmone Jacobs Paula Dunn                                      | 43 s 43 |       |
| 9    | 2     | Italie           | Marisa Masullo Donatella Dal Bianco Daniela Ferrian Rossella Tarolo                            | 43 s 71 | Q     |
| 10   | 2     | Finlande         | Marja Tennivaara-Salmela Sisko Markkanen-Hanhijoki Sanna Hernesniemi-Kyllönen Minna Painlainen | 43 s 73 |       |
| 11   | 2     | Espagne          | Patricia Morales Cristina Castro Maria del Carmen Garcia Campero Sandra Myers                  | 44 s 08 |       |
| 12   | 1     | Bulgarie         | Petya Pendareva Tsvetanka Ilieva Nadezhda Georgieva Valya Demireva                             | 44 s 17 |       |
| 13   | 2     | Japon            | Noriko Masaki Kazue Kakinuma Toshie Iwamoto-Kitada Ayako Nomura                                | 44 s 85 |       |
| -    | 2     | États-Unis       | Carlette Guidry-White Esther Jones Dannette Young Evelyn Ashford                               | DNF     |       |

## Légende
Records et Performances
- AR : Record continental (area record)
- CR : Record des championnats (championship record)
- MR : Record du meeting (meet record)
- NR : Record national (national record)
- OR : Record olympique (olympic record)
- PR : Record paralympique (paralympic record)
- PB : Record personnel (personal best)
- SB : Meilleure performance personnelle de la saison (season's best)
- WL : Meilleure performance mondiale de l'année (world leader)
- WJR : Record du monde junior (world junior record)
- WR : Record du monde (world record)

Circonstances et Conditions
- DNF : N'a pas terminé (did not finish)
- DNS : N'a pas pris le départ (did not start)
- DQ : Disqualification (disqualification)
- NM : Aucun essai valable enregistré (No Mark)
- Q : Qualifié « directement » au prochain tour (ou à la prochaine compétition), lors d'une compétition majeure, grâce au classement ou à la réalisation des minima (automatic qualifier)
- q : Qualifié au prochain tour (ou à la prochaine compétition), lors d'une compétition majeure, grâce au repêchage ou à la réalisation de l'une des meilleures performances parmi celles des « non qualifiés directement » (grâce au meilleur temps ou à la meilleure distance par exemple) (secondary qualifier)